# Lucio Martínez (karate)
Lucio Pablo Martínez (Buenos Aires, 18 de noviembre de 1971) es un ex karateka argentino. Él fue el capitán del seleccionado argentino de Karate durante 15 años. Sus mayores logros fueron la medalla de bronce en el campeonato mundial de 2004, realizado en la ciudad de Monterrey, en México, y el bronce en los Juegos Panamericanos de 2007, en Río de Janeiro.
Actualmente se dedica al DeROSE Method, siendo instructor, demostrador de coreografías y director general de la sede Callao del Método. Lucio fue uno de los exponentes de la conferencia TEDx Colonia del Sacramento en 2014.

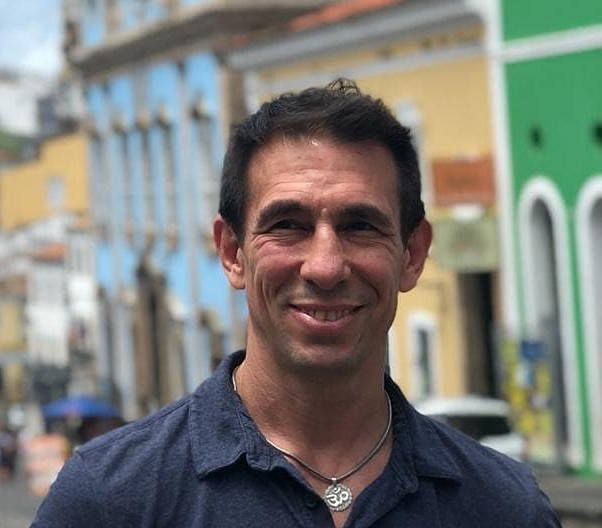
Lucio Pablo Martínez, ex karateca argentino, e instructor del DeROSE Method.

## Medallas
- 1999: Medalla de oro en kumite individual, 65 kg, y por equipo. Campeonato Sudamericano, Punta del Este, Uruguay.
- 2004: Medalla de bronce en kumite individual de los hombres menores de 65 kilos, Campeonato Mundial de Karate, en Monterrey, México.[4]
- 2004: Medalla de oro Panamericano, 65 kg, Campeonato Panamericano, El Salvador.
- 2007: Medalla de bronce en kumite individual de los hombres menores de 65 kilos, Juegos Panamericanos de Río de Janeiro.